# إن إتش 10 (فلم)
إن إتش 10 (بالإنجليزية: NH10) هو فيلم هندي من إخراج نافديب سينغ وكتبه سوديب شارما. ومن النجوم أنوشكا شارما، ونيل بووبالام، ودارشان كومار، وديبتي نافال ورافي جانكال.تم إنتاج إن إتش 10 بشكل مشترك من قبل كلين سلات فيلمز وفانتوم فيلمز وإروس إنترناشيونال وتميزت بإنتاج شارما لأول مرة. يحكي قصة زوجين شابين تنحرف رحلتهما على الطريق بعد مواجهة مع مجموعة من المجرمين العنيفين. يشير العنوان إلى الطريق السريع الوطني رقم 10 الذي يربط دلهي ببلدة فازيلكا في البنجاب.
صمم الفيلم سينغ وكتبه سوديب شارما، الذي استوحى أفكاره من بعض قضايا جرائم القتل بدافع الشرف الحقيقية. قام بتأليف ألبوم الموسيقى التصويرية كل من سانجيف دارشان وبان تشاكرابورتي وأبهيروشي تشاند وأيوش شريسثا وسافيرا ميهتا وسميرة كوبيكار.عمل أربيند كانابيران كمصور سينمائي للفيلم وكان جابين ميركانت محرره.
كان من المقرر أصلاً إطلاق إن إتش 10 في 6 مارس 2015، ولكن تم تأجيله لأنه لم يتم إجازته من قبل المجلس الهندي المركزي لتصديق الأفلام. تم إصداره بشكل مسرحي في 13 مارس 2015 لاقى اشادة من النقاد. استمر الفيلم ليصبح ناجحًا، حيث حقق أكثر من
5.3 مليون دولار أمريكي صافي في شباك التذاكر. اعتبارا من يونيو 2018 تم تجديده في التاميل باسم جارجاني.

## قصة الفيلم
ميرا وأرجون متزوجان ولديهما وظائف في شركة في جورجاون. ذات ليلة، كانوا يستمتعون بحفل عندما تتلقى ميرا مكالمة هاتفية من مكتبها. تغادر إلى مكتبها لكن البلطجية هاجموها الذين حطموا نافذة سيارتها. تهرب ميرا ولكن الحادث اهتزت؛ أرجون يشتري بندقية من ميرا. أرجون يقترح رحلة برية بمناسبة عيد ميلاد ميرا القادم؛ يبدأ الزوجان رحلتهم في اليوم التالي. أثناء توقف عند ضبا على جانب الطريق لتناول طعام الغداء، وصلت شابة تدعى بينكي وتطلب المساعدة؛ تخبر بينكي للزوجين أنها وزوجها على وشك القتل. ترى ميرا وأرجون عصابة من الرجال تجمع بينكي وشابًا، وتضربهم وتجرهم إلى سيارتهم. يتدخل أرجون لكن ساتبير، زعيم العصابة، يصفعه ويخبره أن بينكي هي أخته. يقود أرجون بعد العصابة؛ يشهد هو وميرا جرائم الشرف المستمرة: تعرض بينكي والشاب للضرب وتسمم بينكي على يد ساتبير. يهرب أرجون وميرا لكن العصابة تجدهما. بينما تحفر العصابة قبرًا لضحاياهم، يستخدم ساتبير مسدس ميرا وأرجون لإطلاق النار على بينكي والرجل الذي أمامهم. تلا ذلك قتال ويطلق أرجون النار على عضو عصابة يدعى تشوت ويهرب مع ميرا.
في الليل، جرح أحد أفراد العصابة أرجون؛ ميرا تطلق النار على رجل العصابات ميتا. عند جسر للسكك الحديدية، تغادر ميرا أرجون للحصول على المساعدة. تجد مركزًا للشرطة وتطلب من الضابط المساعدة لكنه يرفضها عندما تقول إنها شهدت جريمة شرف. في الخارج، قابلت مفتشًا في سيارته الرياضية متعددة الاستخدامات وعادوا عائدين للعثور على أرجون. ثم تدرك ميرا أن المفتش متصل بالمهاجمين؛ تقتل المفتش وتنطلق بسيارته وتطاردها العصابة. تقلب ميرا سيارة الدفع الرباعي وتجد كوخًا. يخفي سكان الكوخ ميرا عن أحد أفراد العصابة الذي يأتي يسأل عنها؛ ينصحون ميرا بطلب المساعدة من ساربانش (رئيس) قرية مجاورة.
تعود ميرا المنكوبة بالحزن إلى القرية للانتقام لموت أرجون؛ كانت تقود السيارة الرياضية متعددة الاستخدامات على أعضاء العصابة وتقتلهم. يصل أماجي ليجد القتلى. أخبرت ميرا بينكي كانت ابنتها التي خرقت القواعد وتحتاج إلى معاقبة. تغادر ميرا القرية مع طلوع الفجر.

## طاقم التمثيل
- أنوشكا شارما بدور ميرا
- نيل بووبالام بدور أرجون
- دارشان كومار بدور ساتبير
- ديبتي نافال بدور اماجي
- كانشان شارما  بدور بينكي
- رافي جانكال بدور فوجي
- سوشيل تياجي بدور مفتش شرطة
- رافي بنيوال بدور شوت

## الإنتاج

### التطوير
ظهر المخرج نافديب سينغ لأول مرة مع مانوراما ستة أقدام تحت في عام 2007 بعد ذلك، قرأ العديد من السيناريوهات لمشروعه التالي وبدأ العمل في فيلم الزومبي روك ذا شادي وفيلم الجاسوسية البصرة، لكن تم تأجيل كلا الفيلمين. قال سينغ إنه يريد تجربة أنواع نادراً ما تمت تجربتها في السينما الهندية. ثم اختار العمل في إن إتش 10، فيلم "رحلة سارت بشكل خاطئ" لأنه سيكون رخيصًا إلى حد ما. وقال إن فكرة الفيلم كانت "إظهار التناقض الصارخ بين اثنين من الهند، الأمر الذي تسبب في الكثير من المشاكل الاقتصادية والاجتماعية". اختار شخصية أنثوية لدور ساربانش لإظهار "دور المرأة في دعم ونشر النظام الأبوي [ كذا]، وذكر أن الموضوع الرئيسي للفيلم هو الجنس.
صورت بعض السيناريوهات في إن إتش 10 أحداثًا من الحياة الواقعية مثل جرائم الشرف. المشهد الذي قُتل فيه الزوجان على يد عائلاتهما كان مستوحى من قضية واقعية صادفتها شارما وسينغ أثناء بحثهما عن القصة. ولفت سينغ التشابهات بين قصة حب إن إتش 10 وقصة سافيتري وساتيافان، حيث المعارك زوجة لإنقاذ زوجها. تجنب سينغ المشاهد التي تصور الاعتداء الجنسي، والذي كان يعتقد أنه يمكن أن يصبح «متلصصًا» أو «مغرًا» عن غير قصد. كان فريق إنتاجه «يخضع للرقابة الذاتية» من إظهار الدم في الفيلم لأنه يعتقد أن الجمهور الهندي السائد ليس لديه «شهية للدماء». يشير عنوان الفيلم إلى الطريق السريع الوطني رقم 10، الذي يربط دلهي ببلدة فازيلكا، البنجاب.
في عام 2013، أُعلن أن سينغ سيصنع إن إتش 10 مع فريدا بينتو وراجكومار راو. عُرض السيناريو لأول مرة على شارما لكنها رفضت لأنها كانت مشغولة بأفلام أخرى في ذلك الوقت. ثم عُرض على عدة ممثلين آخرين. أثناء تصويرها لـ بومباي المخملية، أخبر مخرجها أنوراج كاشياب شارما أن سينغ كان يحاول صنع إن إتش 10. قرأت النص مرة أخرى ووافقت على الانضمام إلى المشروع، الذي كان في ذلك الوقت بدون منتج. ثم قررت شارما أن تشارك في إنتاجه. كان إن إتش 10 أول فيلم لشارما كمنتج. تم صنعه تحت اسمها كلين سلات فيلمز. وافقت على التصوير لأن القصة شعرت أنها حقيقية وقصتها يمكن أن تحدث لأي شخص. قالت، «عندما يهاجمك الأشرار، فإنهم لا يرون [جنسك]. أعجبني ذلك في القصة». وصفت شارما الكفاح الشخصي بأنه «مرتبط للغاية»، حيث شعرت أن هذا يمكن أن يحدث لأي شخص. قال نيل بووبالام إنه وافق على الظهور في الفيلم لأنه أحب فيلم سينغ السابق مانوراما ستة أقدام تحت. للتحضير لهذا الدور، خضعت شارما لتدريب متقطع لمدة ثلاثة أشهر تقريبًا لتناسب الشخصية. مع بووبالام، أخذت أيضًا ورش عمل في التمثيل أجراها سينغ وأتول مونجيا للشخصيات.

## التصوير

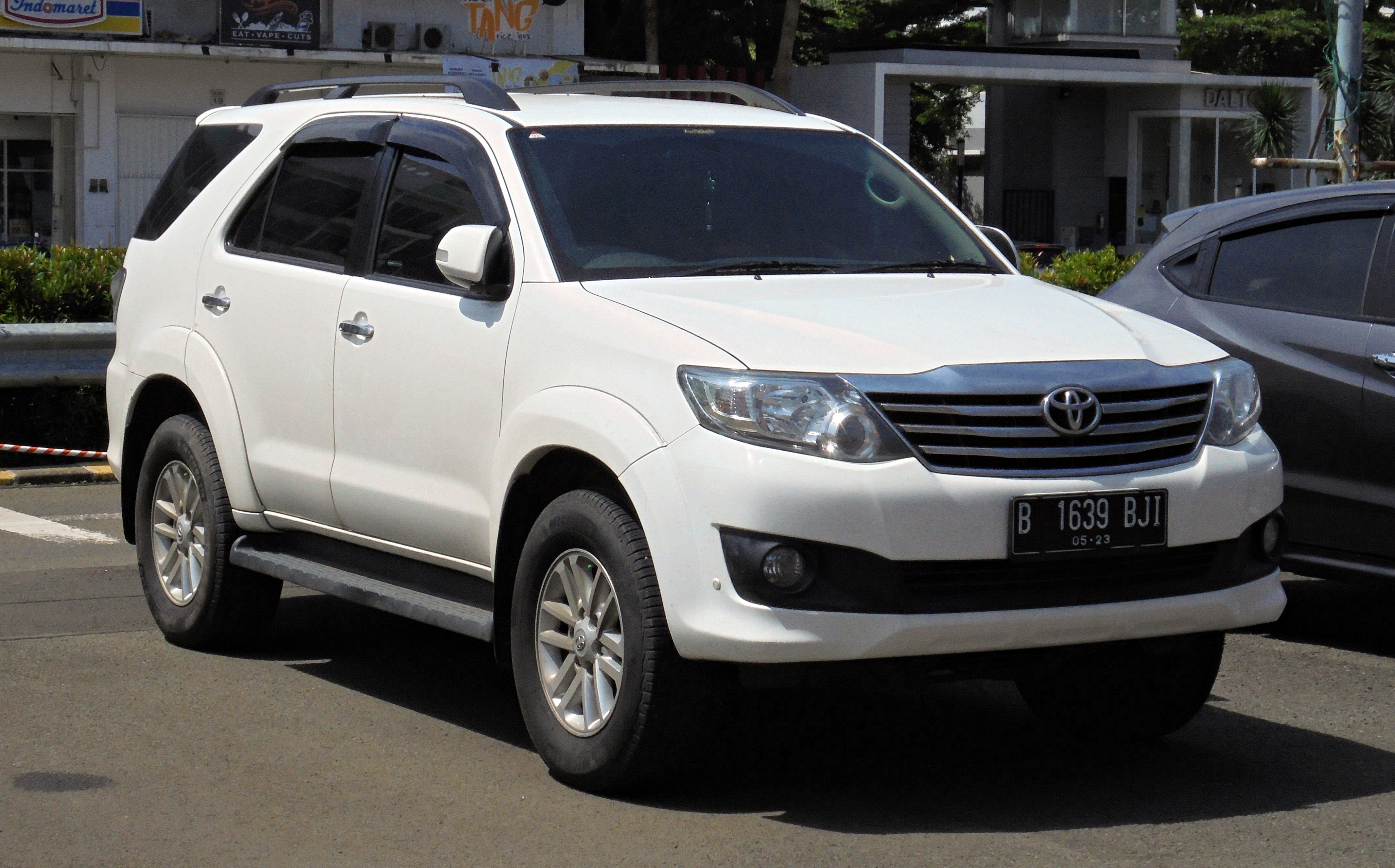
سيارة تويوتا فورتشنر مشابهة لتلك المعروضة في الفيلم

بدأ التصوير الرئيسي لـ إن إتش 10 في 17 يناير 2014. تم تصوير الفيلم في جورجاون وهاريانا وداخل راجستان في جدوله الثاني. قال سينغ إنه اختار هاريانا كخلفية لأن عدة حوادث مماثلة لتلك التي تم تصويرها في الفيلم وقعت هناك. وحدثت عاصفة رملية أثناء التصوير مما أدى إلى توقفه. تم تصويره على نطاق واسع في جودبور، راجستان، لمدة شهر في جدوله الثاني. تم تصوير معظم المشاهد الليلية في ولاية راجاستان بسبب العديد من المشاكل، بما في ذلك السيطرة على الحشود والضباب والعاصفة الرملية. أثناء التصوير في هاريانا، تم التعاقد مع بعض الممثلين المحليين بعد الاختبارات من حصار وروهتاك لأن قيود الميزانية منعت تعيين مدرب لغة؛ يعتقد المنتجون أيضًا أن اختيار السكان المحليين سيجعل الشخصيات أكثر واقعية.
قامت شارما بجميع الأعمال المثيرة بنفسها. عانت من بعض الكدمات وآلام الظهر أثناء إطلاق النار، وتم نقلها لاحقًا إلى المستشفى. أثناء تصوير مشهد ليلي، يزن ضوء صندوق القمر حوالي 900 كيلوغرام (2,000 رطل) تعلق على رافعة كانت تتأرجح في الرياح العاتية؛ لاحظ شارما أن الكاشطة التي تحمل الصندوق ممزقة ويمكن أن تسقط، لذلك قام الفريق بإخلاء المنطقة. لم يتفاعل دارشان كومار مع شارما في المجموعات لأنه أراد أن يكون شخصية في الفيلم. قالت شارما إن سماع كومار يتحدث أثناء تصوير المشهد الذي يواجهان فيه بعضهما البعض جعلها تخاف منه. لمزيد من الاستعداد لدوره، استمع كومار إلى أغاني هاريانفي وتفاعل مع السكان المحليين حول الطريق السريع الوطني رقم 10 لمراقبة سلوكهم. كما شارك في ورش عمل لتعلم لغة الجسد واللهجة المحلية.
تم تصوير إن إتش 10 على مدار 44 يومًا. في إحدى المرات، تجمع حوالي 2000 شخص في مكان للتصوير في ضواحي جورجاون؛ قال سينغ إن الحشد قد تجمّع بدافع الفضول لكنهم أصبحوا عدائيين بعد أن طُلب منهم الابتعاد عن المجموعة. بدأ بعض الناس في الحشد في أداء الأعمال المثيرة بالدراجات وإطلاق الرصاص. تم إلغاء التصوير في النهاية. وقالت شارما إن هذا الحادث «زرع بعض الخوف والقلق» في نفوسها، وهو ما وجهته إلى الفيلم. تم إنتاج إن إتش 10 بشكل مشترك من قبل فانتوم فيلمز وإروس إنترناشيونال وكلين سلات فيلمز وتم توزيعها بواسطة إروس إنترناشيونال. شارما لم تأخذ رسوما للفيلم. انها «بدلا من ذلك وضعته في الفيلم». كان مدير التصوير في الفيلم هو أربيند كانابيران، بينما عمل جابين ميركانت كمحرر. الأطراف الاصطناعية في الفيلم من صنع فنان المكياج الفرنسي رومي أنجفين.
قام بتأليف الألبوم الصوتي لـ إن إتش 10 كل من سانجيف دارشان وبان تشاكرابورتي وأبهيروشي تشاند وأيوش شريسثا وسافيرا ميهتا وسميرة كوبيكار. تم إصداره في 17 فبراير 2015 على ملصق إروس إنترناشيونال. يحتوي الألبوم على تسع أغنيات، والتي تضم غناء لفنانين من بينهم كانيكا كابور، وديبانشو بانديت، وموهيت تشوهان، ونيتي موهان، وشيلبا راو. تمت كتابة كلمات الأغاني بواسطة كومار وتشاكرابورتي ومانوج تاباديا ونيراج راجاوات وفارون جروفر.
تلقى الألبوم مراجعات إيجابية في الغالب. وصفها ت. سوكيش من سي إن إن نيوز 18 بأنها «مظلمة وكئيبة» وقالت إنها تكمل قصة الفيلم. كتب جوجندو توتيجا أن الألبوم يحتوي على «موسيقى جيدة باستمرار» و «يستحق الاستماع»، لكنه شعر أنه يفتقر إلى الجاذبية التجارية. سورابي ريدكار من كوموي كتبت في مراجعتها أن «الكآبة تم التقاطها بشكل جيد في الموسيقى التصويرية». ذكرت مراجعة في ذا فاينشنال إكسبريس أن الموسيقى التصويرية تناسب «التوقعات المتواضعة بشكل عام». وصفته شارما من زي نيوز بأنه «ألبوم رائع» و «واحد من أفضل الألبومات حتى الآن لعام 2015».

## التسويق والإصدار
تم عرض إن إتش 10 في مهرجان بكين السينمائي الدولي. أزال المجلس المركزي لتصديق الأفلام في الهند بعض المشاهد والحوارات في الفيلم؛ وعبر سينغ عن خيبة أمله من الرقابة وقال «الكلمات يمكن أن تكون عنيفة وحذفها يقلل هذا الأثر ويخفف النكهة». كان تاريخ الإصدار الأصلي للفيلم هو 6 مارس ولكن تم تأجيل إصداره إلى 13 مارس لأنه لم يتم إجازته من قبل مجلس الرقابة. تمت تبرئته بشهادة «A (للبالغين فقط)» وكان هناك تسع تخفيضات. تم إصدار أول مظهر للفيلم، والذي أظهر شارما مصابًا بكدمات وتمسك بقضيب، في 4 فبراير 2015 عبر حساب تويتر الخاص بشارما. تبعه ملصق متحرك.
تم إصدار المقطع الدعائي الرسمي لـ إن إتش 10 في 5 فبراير 2015 في مجمع الضواحي في مومباي بحضور الممثلين والمنتجين. وحصدت مليون مشاهدة في 48 ساعة على قناتها على يوتيوب. قبل إطلاق الفيلم، توقع العديد من موزعي وعارضين الأفلام أنه سيستعيد تكاليف الإنتاج، اعتمادًا على المحتوى. تلقى إن إتش 10 إصداره المسرحي في 13 مارس 2015. تم عرض الفيلم لأول مرة على شاشة التلفزيون في 31 أكتوبر 2015 على صور. تم إصداره على قرص دي في دي في 25 أبريل 2015 وهو متاح أيضًا على زي فايف.

## الاستقبال

### استقبال نقدي
تلقى إن إتش 10 مراجعات إيجابية في الغالب من النقاد، ومدح خاص لأداء شارما. وصف أنوبهاف بارشيرا من إنديا توداي إن إتش 10 بأنه فيلم "جاذب" يوفر منظورًا نادرًا للأنثى ". وصفه آخرون بأنه "تجربة بلا توقف، لا هوادة فيها، على حافة المقعد"  و "فيلم مشدود ومثير كان يمكن مشاهدته بشكل بارز". كتب راجيف ماساند أن الفيلم هو "فيلم من النوع القياسي على السطح" مع طبقات من "النص الفرعي الغني" الذي يقدم "أكثر بكثير من متوسط الإثارة". كما أثنى على أداء شارما، قائلاً إنها "تغرق أسنانها في الشخصية". ووصف سوراب دويفيدي من فيلم إنديا توداي الفيلم بأنه "فيلم مهم للغاية في عصر اليوم" و "صرخة احتجاج ضد النظام الأبوي".
قدمت سريجانا ميترا داس من تايمز أوف إينديا ردًا إيجابيًا، قائلة: من السهل أن تكره إن إتش 10 أثناء مشاهدته لأنه أحد أكثر الأفلام الهندية رعباً على الإطلاق- بينما تحب تألقه في نفس الوقت". قال أنوباما شوبرا أن الفيلم يبقيك على حافة مقعدك. وأثنت على الممثلين الداعمين وشارما، وكتبت: إن إن إتش 10 تقع على أكتاف أنوشكا القديرة، التي لا تصدم ملاحظة كاذبة". رد راجا سين بإيجابية ووصفه بأنه «فيلم رعب مذهل يمكن تصديقه» و «فيلم مخيف أكثر وتأثيرًا اجتماعيًا أكثر من أي شيء يحق له أن يكون». وأشاد ميهير فادنافيس من فيرست بوست بأداء شارما ووصفه بأنه «رائع» والفيلم «تشويق ومسلي».
على النقيض من المراجعات الإيجابية، كتبت شبرا جوبتا أن شخصية شارما لم تكن قابلة للتصديق؛ «ميرا، تجر بهالا حادة على الأرض، مع الموسيقى التصويرية التي تضخم الصوت بشكل مفيد، لا تجعلني أبتهج». وصفت فايزة إس خان من صحيفة الجارديان الفيلم بأنه «فيلم سلاشر كاره للنساء مع لمسة موضعية». ذكر روهيت فاتس من صحيفة هندوستان تايمز أن النصف الثاني من الفيلم «يفتقر إلى نفس السيولة وقوة الاختراق» مثل النصف الأول، قائلاً: «إن إن إتش 10 يعرض إمكانات كبيرة ثم يفشل في الاستفادة منها». وصف سوكانيا فارما من موقع ريديف دوت كوم الفيلم بأنه «فيلم مثير مقنع» لكنه قال إن الذروة «خيبة أمل». كتبت ديبانجانا بال أن الفيلم يحتوي على شخصيات ريفية نمطية لكنه أشاد بأداء شارما وكتابته، «لم يكن فيلم إن إتش 10 فيلمًا سهلاً، وليس من السهل مشاهدته، لكن امنحه خمس دقائق، وسيشجعك قصة مليئة بالخطر».

### شباك التذاكر
تم إجراء إن إتش 10 على ميزانية إنتاج تبلغ 1.3 مليون دولار أمريكي وتم إنفاق بـ 830.000 دولار أمريكي على المطبوعات والإعلان، بإجمالي 2.2 مليون دولار أمريكي. حصل على 560.000 دولار أمريكي في يوم افتتاحه، متبوعًا بمجموعة من 750.000 دولار أمريكي في اليوم الثاني، مما يجعل 1.3 مليون دولار أمريكي على مدى يومين. حصل الفيلم على 2.2 مليون دولار أمريكي في عطلة نهاية الأسبوع الافتتاحية. لقد حصل على 4.7 مليون دولار أمريكي في نهاية الأسبوع الثاني. حصل إن إتش 10 على 120.000 دولار أمريكي يوم السبت و 150.000 دولار أمريكي يوم الأحد من عطلة نهاية الأسبوع الثالثة، مما يجعل المجموع المحلي لـ 5.1 مليون دولار أمريكي. جمع الفيلم 5.5 مليون دولار أمريكي في مسيرتها المسرحية بأكملها، ظهرت كضربة نائمة.

## إعادة إنتاج
بعد النجاح النقدي والتجاري للفيلم، أكد منتجو إن إتش 10 أنهم سيصنعون تكملة باسم إن إتش 12، والتي ستستكشف موضوعًا مشابهًا. اعتبارا من يونيو 2018، تم إعادة صياغة إن إتش 10 بلغة التاميل بعنوان جارجاني وبطولة تريشا كريشنان في الدور الرئيسي.

## جوائز وترشيحات
| جائزة                                  | فئة                                        | المستلمون والمرشحون              | Ref.   |     |
| -------------------------------------- | ------------------------------------------ | -------------------------------- | ------ | --- |
| جوائز ميرشي الموسيقية الثامنة          | كاتب الأغاني القادم لهذا العام             | نيراج راجاوات - "ماتي كا بالانغ" | [ 75 ] | رُشِّح |
| جوائز ميرشي الموسيقية الثامنة          | أفضل منتج أغانٍ (برمجة وترتيب)              | بهارات جويل - "شيل غاي نينا"     | [ 75 ] | رُشِّح |
| جوائز 61 فيلم فير                      | أفضل ممثل في دور قيادي (أنثى)              | أنوشكا شارما                     | [ 76 ] | رُشِّح |
| جوائز زي سينما                         | أفضل ممثلة أنثى                            | أنوشكا شارما                     | [ 77 ] | رُشِّح |
| جوائز تايمز أوف إنديا للأفلام          | أفضل ممثل (أنثى)                           | أنوشكا شارما                     | [ 78 ] | رُشِّح |
| جوائز ستاردست                          | جائزة ستاردست لأفضل ممثلة                  | أنوشكا شارما                     | [ 79 ] | رُشِّح |
| جوائز ستار جيلد                        | أفضل ممثلة في دور قيادي                    | أنوشكا شارما                     | [ 80 ] | رُشِّح |
| مهرجان جاغران السينمائي                | أفضل ممثلة                                 | أنوشكا شارما                     | [ 81 ] | رُشِّح |
| مهرجان الفيلم الهندي في ملبورن         | أفضل ممثلة                                 | أنوشكا شارما                     | [ 82 ] | رُشِّح |
| جوائز بيج ستار انترتينمنت              | أكثر ممثل ترفيهي في دور اجتماعي - أنثى     | أنوشكا شارما                     | [ 83 ] | رُشِّح |
| جوائز بيج ستار انترتينمنت              | الممثل الأكثر إمتاعًا في دور الإثارة - أنثى | أنوشكا شارما                     | [ 83 ] | رُشِّح |
| جوائز بيج ستار انترتينمنت              | الفيلم الاجتماعي الأكثر تسلية              | إن إتش 10                        | [ 83 ] | رُشِّح |
| جوائز ستار جيلد                        | شرف كي أي أباس للوعي الاجتماعي             | إن إتش 10                        | [ 84 ] | فوز |
| جوائز أكاديمية السينما الهندية الدولية | أفضل أداء في دور سلبي                      | دارشان كومار                     | [ 85 ] | فوز |

## روابط خارجية
- مقالات تستعمل روابط فنية بلا صلة مع ويكي بيانات
- إن إتش 10 في بوليوود هانجاما
- إن إتش 10  في قاعدة بيانات الأفلام على الإنترنت (بالإنجليزية)